# Gora Vystup
Gora Vystup (englische Transkription von russisch Гора Выступ Gora Wystup, deutsch ‚Vorsprung-Berg‘) ist ein Nunatak im ostantarktischen Mac-Robertson-Land. Er ragt unmittelbar nordöstlich des Mount Bayliss in den Prince Charles Mountains auf.
Russische Wissenschaftler benannten ihn.